# ゼロクリエイト
株式会社ゼロクリエイトは、東京都渋谷区に本社を置くテレビ番組の制作会社。

## 主要メンバー
- 貞照高志
- 石川 修
- 土田庄一
- 小口基輝
- 木下大揮
- 本道英門
- 入山真也

## 主な制作番組

### レギュラー番組（現在）
- ナゼそこ?（テレビ東京）
- デカ盛りハンター（テレビ東京）
- 青春高校3年C組（テレビ東京）
- おはスタ(テレビ東京）

### スペシャル番組
- 元祖！大食い王決定戦（テレビ東京）
- デカ盛り道場破り（テレビ東京）
- ハイパーハードボイルドグルメリポート[1]
- ザ・ノンフィクション（フジテレビ）

### 過去（ヒット）番組
- TVチャンピオン（テレビ東京）
  - TVチャンピオン2
  - TVチャンピオンR（テレビ東京）
- 徳光のTVコロンブス（テレビ東京）
- 田舎に泊まろう!（テレビ東京）
- 電波少年インターナショナル（日本テレビ）
- 愛の貧乏脱出大作戦（テレビ東京）
- 恋愛観察バラエティあいのり（フジテレビ）
- 和風総本家（テレビ東京）
- 空から日本を見てみよう（テレビ東京）
- 痛快!ビッグダディ（テレビ朝日）